# Kalinów (gmina Będków)
Kalinów (do 1962 Kał; w 1939 Wolbórka) – wieś w Polsce położona w województwie łódzkim, w powiecie tomaszowskim, w gminie Będków.
W latach 1975–1998 miejscowość należała administracyjnie do województwa piotrkowskiego.

## Historia wsi
Wieś znajduje się nad rzeką Wolbórką. Powstała na terenach dawnych bagien i trzęsawisk. Ludność tu mieszkająca była biedna, zajmowała się głównie popasaniem gęsi i kaczek, gdyż na podmokłych łąkach cięższe zwierzęta grzązły w szlamie. Żyli oni w biednych i prymitywnych domkach, czerpiąc wodę z dużej studni znajdującej się pośrodku wsi.
Dawniej wieś Kalinów nosiła nazwę Kał – w pierwotnym znaczeniu oznaczającym błoto (od niego pochodzi "kałuża"), stąd występuje jako źródłosłów wielu miejscowości. Z biegiem lat i postępem rolnictwa, torfowiska osuszyły się i ich miejsce zajęły obecne łąki, oraz olbrzymie stawy ciągnące się od granicy z Remiszewicami do starej studni (obecnie kapliczka), gdzie dawniej biegła główna droga. W 1920 wieś przeszła z parafii w Czarnocinie do bliżej położonego kościoła w Będkowie. 5 maja 1939 nazwę wsi zmieniono na Wolbórka, ale zmiana nie weszła w życie. 27 grudnia 1962 roku zmieniono ją ponownie, tym razen na obecną Kalinów.